# Aquila (Bootsklasse)
Die Aquila ist eine Zweimannjolle für Jugendliche und Erwachsene mit Spinnaker und Trapez.

## Geschichte
Das Boot wurde 1972 von dem Bootskonstrukteur Anton Miglitsch entworfen und im Anschluss daran bei der Schöchl Bootswerft in Mattsee gebaut. Anfangs ausschließlich hochkajütig und mit offenem Vorschiff gebaut, wurde diese Decksform ab ca. Baunummer 120 durch die häufiger anzutreffende flache Variante ersetzt. Der Unterschied ist jedoch rein optischer Natur und hat keinerlei Einfluss auf Stabilität, Geschwindigkeit oder sonstige Segeleigenschaften. Bis zum Schluss gab es drei verschiedene Typen der Ballastierung: Schwert, Kielschwert und Kiel.  Schöchl stellte den Bau in den frühen bis mittleren 1980ern ein. Danach wurden noch ca. 150 Schiffe in Deutschland gebaut. 2015 wurden die Bauformen und damit die Rechte an der Aquila wieder von einem Österreicher zurückgekauft. Die Aquila wird nun von redSAILING gebaut. Dabei wurden die Beschlagsanordnung und Leinenführung modernisiert, die Materialien und Beschläge an den Stand der Technik angepasst und altbekannte Probleme behoben. Die neuen Boote sind klassenkonform und für Regatten zugelassen. Außerdem sind Ersatzteile und Zubehör für bestehende Boote nun wieder verfügbar.

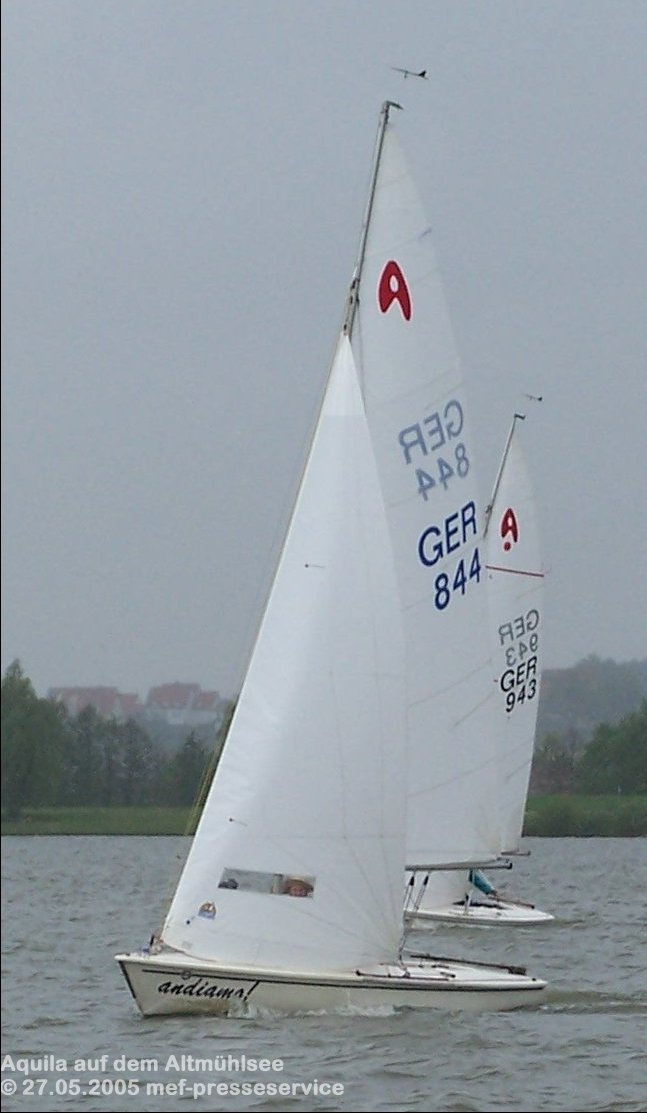
Aquila auf dem Altmühlsee

## Segeleigenschaften
Allgemein ist die Aquila auf Grund der Rumpfform und der Breite eine sehr kippstabile Klasse, was bereits bei der Konstruktion des Schiffes ein wichtiges Merkmal sein sollte. Dennoch ist auf Grund von Trapez und Spinnaker sportliches Segeln möglich und auf vorlichen Kursen kann das Schiff ins Gleiten kommen. Mit einer Yardstickzahl von 110 – 111 ist das Schiff over all von der Geschwindigkeit mit der bekannten Laser-Klasse vergleichbar. Aufgrund der Eigenschaft häufig durchzukentern, wird das Mitführen eines Kenterballes von den Klassenvereinigungen empfohlen. Dies ist bei Regatten in Österreich, sofern Schwimmwestenpflicht besteht, verpflichtend.